# Domingo Martínez de Irala (Paraguay)
Domingo Martínez de Irala è un centro abitato del Paraguay, nel Dipartimento dell'Alto Paraná. Forma uno dei 20 distretti del dipartimento.

## Popolazione
Al censimento del 2002 la città contava una popolazione urbana di 862 abitanti (6.734 nel distretto).

## Caratteristiche
Fondata nel 1896 con il nome di Pirapytí, la località è posta sulla sponda occidentale del fiume Paraná, di fronte alla città argentina di Puerto Libertad. Le principali attività sono la coltivazione della yerba mate e la produzione di legname.